# کاروانسرای کوردان
 کاروانسرای کوردان  واقع در روستای کوردان در بخش کوخرد شهرستان بستک در غرب استان هرمزگان، یکی از آثارهای تاریخی و از نقاط دیدنی استان هرمزگان در جنوب ایران است.

## سرپـنـاه و مأمـن
نیاز انسان بـه سرپـنـاه و مأمـن، در مسیر راه‌های بازارگانی مخصوصاً در دوران قدیم، سبب اصلی ایجاد کاروانسراها در مناطق مختلف به ویژه راه‌های کاروانی در منطقهٔ جنوب کشور و هرمزگان بوده‌است، در دوران جلودار مهران آن پیر جهاندیده کاروانسراهای کُوردان و کاروانسرای کوخرد جلوه و رونق خاصی داشته بودند. جلودار مهران سردار چریک‌ها بود، آن مرد با تجربه از کاروان‌ها (قافله‌ها) در برابر دزدان حمایت می‌کرد، چون قدیمی‌ها می‌گویند که تهیهٔ مایحتاج زندگی به وسیلهٔ قافلهٔ ألاغ و قاطر و شتر بوده و برای اینکه از ناامنی بین‌راه مصون باشند قافلهٔ بزرگی به صورت دسته‌جمعی و با گروه زیادی از افراد مسلح حرکت می‌کردند.
بسیاری از کاروانسراهـا در مسیر روستاهـا یا نـزدیک روستاهـا واقـع شده بـودنـد، مانند کاروانسرای روستای (کوردان) در جـادهٔ بستک - کوخرد به بندر لنگه، بـه هنگام ورود کاروان و اقـامتـی کـوتاه کاروانیان مـی‌تـوانستند مـواد غذائـی و وسائل مـورد نیاز خـودرا از روستائیان خـریداری کرده و اگر کالائـی برای فـروش داشتند، بـه آن‌ها بفروشند.  کاروانسرای کوردان حلقهٔ وصل میان «کاروانسرای بلدنگ»، در بون کوه زیر، و کاروانسرای «کوخرد» در «مرکز بخش کوخرد»،
بوده‌است. این کاروانسرای تاریخی توسط یکی از خیرین تعمیر و بازسازی شده‌است.

## فهرست منابع و مآخذ
- محمدیان، کوخری، محمد ، “ «به یاد کوخرد»  “، ج۲. چاپ اول، دبی: سال انتشار ۲۰۰۳ میلادی.
- الکوخردی، محمد، بن یوسف، (کُوخِرد حَاضِرَة اِسلامِیةَ عَلی ضِفافِ نَهر مِهران Kookherd, an Islamic District on the bank of Mehran River) الطبعة الثالثة، دبی: سنة ۱۹۹۷ للمیلاد.
- محمدیان، کوخردی، محمد ،  (شهرستان بستک و بخش کوخرد)   ، ج۱. چاپ اول، دبی: سال انتشار ۲۰۰۵ میلادی.